# Malin Gyllenstierna
Malin Gyllenstierna, född Crafoord, född 1866 i Ramlösa, död 1936 i Bordighera, Italien, var en svensk målare och tidig modernist. I början av 1900-talet studerade hon i Paris för André Lhote och i samband med Liljevalchutställningen 1917 beskrevs hon av konstkritikern August Brunius som ”en af de få nordiska kubisterna af det riktiga och äkta slaget, vårdad i sina sammanställningar af färgade plan och alls icke utmanande.”
Hon var dotter till Carl Crafoord och Malin Kahl (1833–1906). År 1889 gifte hon sig med Carl Gyllenstierna. De fick döttrarna Malin, Margareta och Elisabeth Gyllenstierna.